# Uma Cidade como a Nossa
Uma cidade como a nossa é uma série de televisão portuguesa para a RTP1.

## Elenco
- Rui Mendes – Inspector Calafaia
- Júlio César – Rogério
- Guida Maria - Paula
- Orlando Costa - Zé Gato